# Silberne Operettenära
Als Silberne Ära wurde von den Nationalsozialisten ein Zeitabschnitt in der Geschichte der Operette bezeichnet, der auf die Goldene Ära der Wiener Operette folgte und von etwa 1900 bis 1940 dauerte. Mit dieser Bezeichnung sollten insbesondere jüdische Komponisten und Librettisten mehr oder minder stillschweigend vom Spielplan entfernt werden. Heute wird sie wissenschaftlich nicht mehr gebraucht, aber sie findet sich gelegentlich noch in der Sekundär- und Populärliteratur.

## Zeitumstände
Die Zeit von 1900 bis Anfang der 1930er Jahre war von einer wirtschaftlichen Blüte des Genres Operette und zahlreichen Theaterneugründungen oder Theaterumwandlungen zu ihren Gunsten geprägt. Für die Operette erbaut wurden etwa das Johann Strauß-Theater, das Wiener Bürgertheater oder das Wiener Stadttheater. Zugleich war dies eine Zeit zunehmender Internationalisierung der Wiener Operette, was sich an fast zeitgleichen Ur- bzw. Erstaufführungen in Wien, Berlin und New York City zeigte. Dieser Zeitraum endete mit dem Siegeszug der Revue sowie des Kinofilms in den 1920er-Jahren. Nachfolgende Operetten werden oft als „bronzene“ oder spöttisch als „blecherne“ bezeichnet.

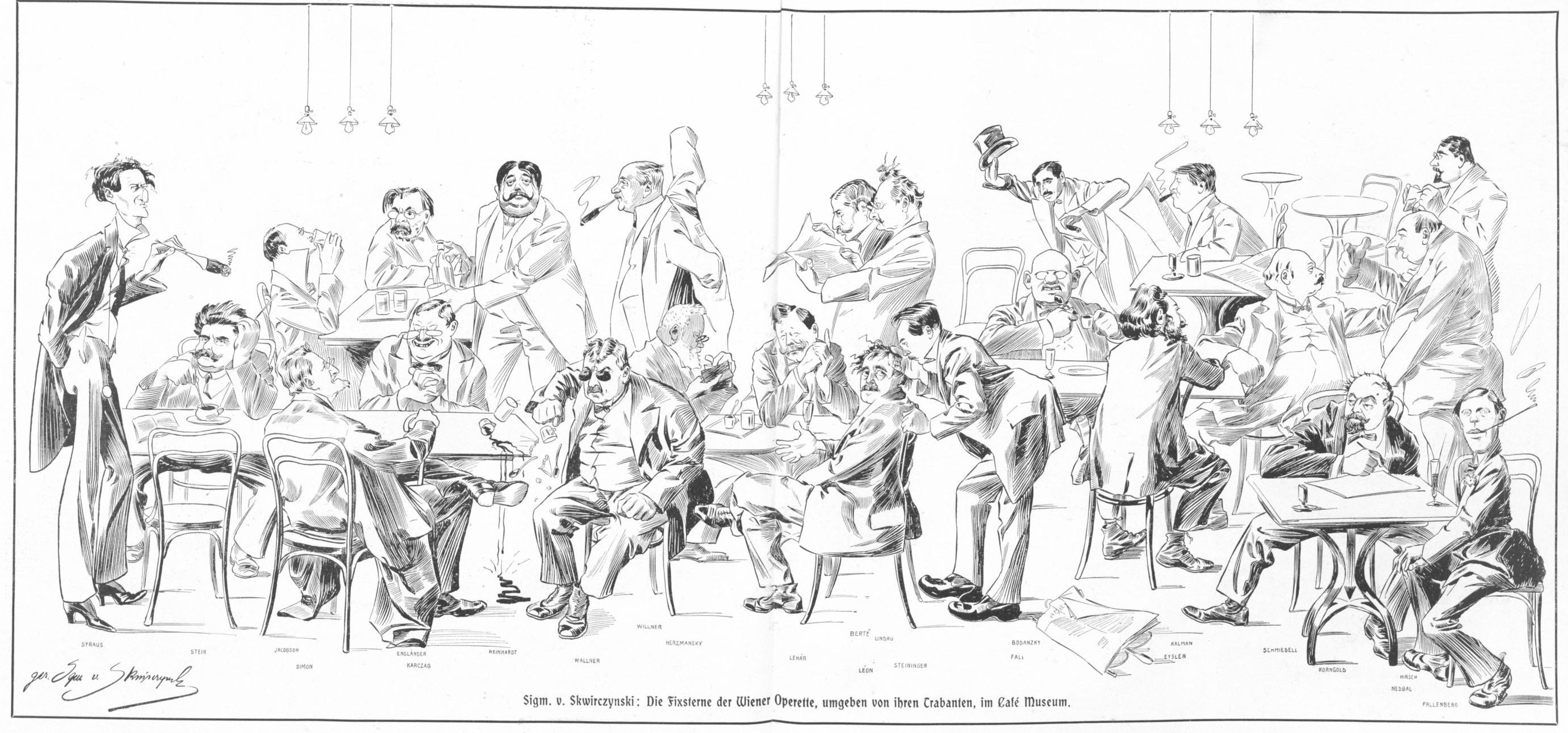
Zygmunt Skwirczyński: Die Fixsterne der Wiener Operette, umgeben von ihren Trabanten, im Café Museum in der Neujahrsausgabe 1911 der Illustrierten Zeitung

## Vertreter
Als Hauptvertreter dieses Zeitraums werden oft Franz Lehár mit Die lustige Witwe, Der Graf von Luxemburg, Giuditta, Paganini, Das Land des Lächelns, Der Zarewitsch, Leo Fall mit Die Dollarprinzessin, Der fidele Bauer, Die Rose von Stambul und Madame Pompadour, Emmerich Kálmán mit Gräfin Mariza und Die Csárdásfürstin sowie Ralph Benatzky mit Im weißen Rößl und Eduard Künneke mit Der Vetter aus Dingsda genannt.
Weitere namhafte Komponisten dieser Zeit waren Oscar Straus, Edmund Eysler, Robert Stolz, Nico Dostal oder Rudolf Kattnigg.
Zu den großen Bühnenstars dieser Operetten gehörten der Tenor Richard Tauber sowie die Sopranistinnen Fritzi Massary und Vera Schwarz, auch der Komiker Max Pallenberg. Im Übergang zur Tonfilmzeit (seit etwa 1930) profilierten sich die Tenöre Jan Kiepura und Joseph Schmidt.

## Kontroversen in der Sekundärliteratur
Mit der Unterscheidung zwischen der „silbernen“ Operette und der „goldenen“ des 19. Jahrhunderts spielten die Nationalsozialisten bewusst auf den Wertunterschied zwischen (realem) Gold und Silber an. Auf diese Weise gelang es ihnen nicht nur, das Repertoire von Komponisten und Librettisten auszudünnen, sondern sie konnten damit auch internationale Entwicklungen wie in England, Ungarn, Spanien, Italien und Frankreich völlig ausblenden. In der neueren Literatur wird diese Unterscheidung häufig in Frage gestellt, ohne dass dabei ihr NS-Hintergrund reflektiert würde. Sie traf zudem auf die Alt-Wien-Mode des 20. Jahrhunderts, die das Zeitgenössische mit Vorliebe gegenüber einer verklärten Vergangenheit abwertete. In dieser Phase der Operette „ragten Juden besonders heraus“, sodass auch der Antisemitismus ein weiterer Grund für die Herabstufung ist. Ein gedankenloses Verwenden dieses Begriffs, wie es noch immer geschieht, verbietet sich, so der Librettologe Albert Gier.